# Бажукова Аліса Леонідівна
Аліса Леонідівна Бажукова (нар. 22 вересня 1988) — чемпіонка світу з кікбоксингу, 15-разова чемпіонка України з кікбоксингу та таїландського боксу.

## Біографія

### Таїланд 2016
У Таїланді пройшов чемпіонат світу з тайського боксу серед любителів. Кременчужанка виступала одразу у двох класах аматори і про-аматори. Серед аматорів Аліса посіла друге місце, програвши у фіналі спортсменці з Португалії. А у класі «про-аматори» вона стала першою. У фіналі Аліса Бажукова зустрічалися з боксеркою з Росії і нокаутувала її.

### Чемпіонат світу 2016
З 25 по 30 жовтня в Італії відбувся чемпіонат світу з кікбоксингу. Аліса зустрілася з суперницями зі Швеції, Нідерландів та Польщі. У відбірковому колі зустрілася з суперницею з Голландії. Аліса Fox здобула важку перемогу. Півфінальний бій був з суперницею зі Швеції. Оцінивши шанси, шведська сторона не вийшла на ринг. У фінальному бою за версією Лоу Кік Алісу чекала суперниця з Польщі. У цьому двобої полячка побували двічі у нокдауні вже у першому раунді, а завершився бій перемогою Аліси нокаутом у другому раунді.